# Frederick Bagemihl
Frederick Bagemihl (25 de junho de 1920 — 12 de abril de 2002) foi um matemático estadunidense.
Foi professor visitante no Instituto de Estudos Avançados de Princeton, de 1953 a 1955.